# Dieci comandamenti nella teologia cattolica

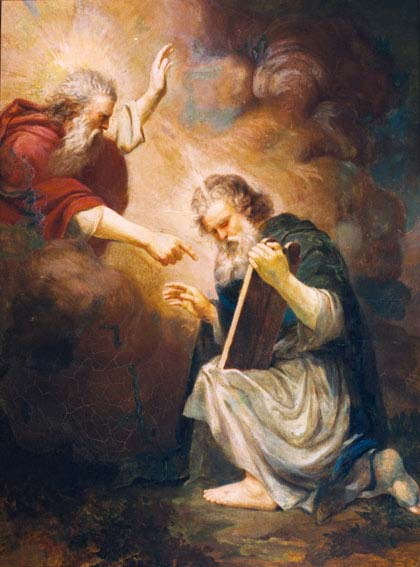
Mosè riceve le Tevole della Legge (João Zeferino da Costa, 1868)

I Dieci comandamenti sono una serie di imperativi religiosi riconosciuti come fondamento morale in molte religioni abramitiche, inclusa la Chiesa cattolica. Come descritto nei libri dell'Antico Testamento Esodo e Deuteronomio, i Comandamenti fanno parte di un patto offerto da Dio agli Israeliti per liberarli dalla schiavitù spirituale del peccato. Secondo il Catechismo della Chiesa Cattolica, i comandamenti sono essenziali per la buona salute e la crescita spirituale e servono come base per la Dottrina sociale della Chiesa.
L'esame di coscienza alla luce dei Comandamenti è una prassi diffusa tra i cattolici prima di ricevere il sacramento della Penitenza.
I comandamenti compaiono nei primi scritti della Chiesa; il Catechismo afferma che essi hanno "occupato un posto preponderante" nell'insegnamento della fede sin dai tempi di Agostino d'Ippona (354–430 d.C.). La Chiesa non aveva norme ufficiali per l'istruzione religiosa fino al Concilio Lateranense IV del 1215; esistono evidenze che suggeriscono che i comandamenti furono usati nell'educazione cristiana nella Chiesa primitiva e per tutto il Medioevo. La mancanza di istruzione percepita da alcune fu alla base di una delle critiche mosse alla Chiesa dai riformatori protestanti. In seguito, il primo catechismo del 1566 prevedeva "discussioni approfondite di ogni comandamento", sebbene attribuisse maggiore enfasi ai sette sacramenti. Il Catechismo più recente dedica un'ampia sezione all'interpretazione di ciascuno dei comandamenti.
L'insegnamento della Chiesa sui comandamenti è in gran parte basato sull'Antico e Nuovo Testamento e sugli scritti dei primi Padri della Chiesa. Nel Nuovo Testamento, Gesù ne riconobbe la validità e insegnò ai suoi discepoli ad andare oltre, chiedendo una giustizia superiore a quella degli scribi e dei farisei. Riassunti da Gesù in un duplice Comandamento dell'amore, che insegna l'amore di Dio e l'amore del prossimo, istruiscono gli individui sui loro rapporti con entrambi. I primi tre comandamenti prescrivono riverenza e rispetto per il nome di Dio, l'osservanza del giorno del Signore e vietano il culto di altri dei. Gli altri sette si occupano delle relazioni tra persone, come quella tra genitore e figlio; includono proibizioni contro la menzogna, il furto, l'omicidio, l'adulterio e la cupidigia.

## Numerazione
L'Antico Testamento fa riferimento a dieci singoli comandamenti, anche se ci sono più di dieci frasi imperative nei due testi rilevanti: Esodo 20:1–17 e Deuteronomio 5:6–21. L'Antico Testamento non chiarisce come debbano essere divisi i testi per arrivare a dieci comandamenti. La divisione tradizionalmente utilizzata dalle Chiese cattolica e luterana fu derivata per la prima volta dal padre della Chiesa latina Agostino d'Ippona (354–430) che modificò l'ordine originale nel suo libro Questioni sull'Esodo. Altre comunità cristiane, come la Chiesa ortodossa orientale e molte chiese protestanti utilizzano la formulazione standardizzata dai Padri greci dell'Oriente cristiano. Le due forme presentano una numerazione leggermente diversa, ma mantengono esattamente la stessa sostanza, nonostante alcuni protestanti affermino il contrario. La numerazione ebraica rabbinica è più strettamente allineata con la tradizione della Chiesa orientale, e considera il testo contro la cupidigia come un'unica prescrizione, mentre differisce dalle denominazioni cristiane in quanto considera come l'intero primo comandamento quello che molti cristiani definiscono un prologo.

## Storia
I Dieci Comandamenti sono riconosciuti come proprio fondamento morale dall'ebraismo, dal Cristianesimo e dall'Islam. Essi compaiono per la prima volta nel Libro dell'Esodo, secondo il quale Mosè, agendo per ordine di Dio, liberò gli Israeliti dalla schiavitù fisica in Egitto. Secondo l'insegnamento della Chiesa, Dio ha offerto un'alleanza - che includeva i Dieci Comandamenti - per liberarli anche dalla "schiavitù spirituale" del peccato. Alcuni storici hanno descritto questo come "l'evento centrale nella storia dell'antico Israele".
La venuta di Gesù è vista dalla Chiesa cattolica come il compimento dell'Antico Testamento e della storia degli ebrei, che, secondo Peter Kreeft, furono scelti per "mostrare il vero Dio al mondo". Gesù riconobbe i comandamenti e incaricò i suoi seguaci di andare oltre, chiedendo, nelle parole di Kreeft, «più, non meno: una 'rettitudine (che) supera quella degli scribi e dei farisei» (Matteo 5:20). Spiegando l'insegnamento della Chiesa, Kreeft afferma: "I comandamenti sono per l'ordine morale ciò che la storia della creazione in Genesi 1 è per l'ordine naturale. Sono l'ordine di Dio che vince il caos. Non sono le idee dell'uomo su Dio, ma le idee di Dio sull'uomo". La Chiesa insegna che Gesù sollevò le persone dall'osservare "la gravosa legge ebraica (Torah o Legge mosaica) con le sue 613 prescrizioni distinte [ma] non dall'obbligo di osservare i Dieci Comandamenti", perché i Dieci "furono scritti 'con il dito di Dio, a differenza di [quelli] scritti da Mosè". Questo insegnamento fu riaffermato dal Concilio di Trento (1545–1563) e dal Concilio Vaticano II (1962–1965).
Sebbene non sia chiaro quale ruolo giocassero i Dieci Comandamenti nel culto cristiano primitivo, le prove suggeriscono che fossero recitati durante alcune liturgie e usati nell'educazione cristiana. Ad esempio, i comandamenti sono inclusi in uno dei primi scritti cristiani, noto come l'Insegnamento dei Dodici Apostoli o la Didachè. Gli studiosi sostengono che i comandamenti fossero tenuti in grande considerazione dalla Chiesa primitiva come un riassunto della legge di Dio.
Lo studioso protestante Klaus Bockmuehl ritiene che dal 400 al 1200 la Chiesa abbia sostituito i Comandamenti con elenchi di virtù e vizi, come i sette vizi capitali. Altri studiosi sostengono che nella storia della Chiesa i comandamenti siano stati usati come base per l’esame di coscienza e che molti teologi ne abbiano scritto. Sebbene esistano prove che i comandamenti facessero parte della catechesi nei monasteri e in altri luoghi, durante il Medioevo non esisteva una posizione ufficiale della Chiesa per promuovere metodi specifici per l’istruzione religiosa. Il Concilio Lateranense IV del 1215 fu il primo tentativo di porre rimedio a questo problema. Le prove sopravvissute rivelano che gli sforzi di alcuni vescovi per attuare le risoluzioni del concilio prevedevano un impegno speciale nell'insegnamento dei comandamenti nelle rispettive diocesi. Secoli dopo, la carenza di istruzione al riguardo da parte di alcune diocesi costituì la base di una delle critiche mosse contro la Chiesa dai riformatori protestanti.
I catechismi prodotti in specifiche diocesi a partire dalla metà del XIV secolo mettevano in risalto i comandamenti e gettavano le basi per il primo catechismo ufficiale di tutta la Chiesa, il Catechismo Romano del 1566. Commissionato dal Concilio di Trento, esso fornì "discussioni approfondite di ogni comandamento", sebbene avesse attribuito maggiore importanza ai sette sacramenti per sottolineare la convinzione cattolica che la vita cristiana dipendesse dalla grazia della vita sacramentale. Questa enfasi era in conflitto con le credenze protestanti, che consideravano i comandamenti la fonte della grazia divina. Nel corso della storia della Chiesa, gli insegnamenti ufficiali della Chiesa sui comandamenti si basarono sulle loro menzioni nell'Antico e nel Nuovo Testamento e sugli scritti dei primi Padri della Chiesa Origene, sant’Ireneo e Agostino. Le encicliche papali più recenti offrono interpretazioni dell'insegnamento della Chiesa sui singoli comandamenti. I teologi san Tommaso d'Aquino e san san Bonaventura redassero importanti commenti del Decalogo. Tommaso d'Aquino, dottore della Chiesa, li considerava "precetti primari della giustizia e di ogni diritto, e la ragione naturale dà loro il consenso immediato come principi chiaramente evidenti". Egli sottolineò anche la loro disposizione in due tavole sinottiche, dove: "Tre di questi comandamenti scritti sulla prima tavola si riferivano all'amore di Dio, mentre i sette comandamenti scritti sull'altra tavola si riferivano all'amore del prossimo". Allo stesso modo, il Signore ha dato il duplice Grande comandamento, rivolto a Dio e al prossimo, in virtù delle quattro ragioni della carità.
La versione più recente del Catechismo della Chiesa Cattolica— la sintesi ufficiale della dottrina della Chiesa — dedica un'ampia sezione ai Comandamenti, che servono come base per l'insegnamento sociale cattolico. Secondo il Catechismo, la Chiesa ha dato loro un posto preponderante nell'insegnamento della fede fin dal V secolo. Kreeft spiega che la Chiesa li considera "un sentiero per la vita", e un "percorso verso la libertà", proprio come una recinzione del cortile della scuola protegge i bambini da "pericoli mortali".
La teologia dei dieci comandamenti è uno dei due approcci per esporre la teologia morale fondamentale, utilizzato da sant'Alfonso Maria de' Liguori. Esso si aggiunge a quello delle virtù, che è tipico di San Tommaso d'Aquino nella Somma teologica e prima ancora di Aristotele.

## Primo comandamento
Il primo comandamento, secondo l'insegnamento della Chiesa, "significa che [i seguaci] devono adorare Dio soltanto perché Dio è unico". Il Catechismo spiega che questa vieta l'idolatria, fornendo esempi di pratiche proibite come il culto di qualsiasi creatura, e di " 'demoni...potere, piacere, razza, antenati, lo stato [e] il denaro". Agostino interpretò questo comandamento come "Ama Dio e poi fa' ciò che vuoi". Spiegando questo modo di sentire, Kreeft afferma che ogni peccato "serve a qualche altro dio, obbedisce a un altro comandante: il mondo o la carne o il Diavolo". Chi ama veramente Dio, vuole ciò che Dio vuole.
Il Catechismo associa questo comandamento alle tre virtù teologali. La prima virtù, la fede, istruisce i cattolici a credere in Dio ed evitare l'eresia, l'apostasia e lo scisma. La seconda virtù, la speranza, mette in guardia i cattolici dalla disperazione e dalla presunzione. Secondo il Catechismo, l'ultima virtù, la carità, può essere raggiunta solo se i cattolici si astengono dall'indifferenza o dall'ingratitudine verso Dio, ed evitano la pigrizia spirituale e un odio di Dio derivante dall'orgoglio. Il Catechismo enumera violazioni specifiche di questo comandamento, tra cui la superstizione, il politeismo, il sacrilegio, l’ateismo e tutte le pratiche di magia e stregoneria. Proibisce inoltre l'astrologia, la lettura del palmo della mano e la consultazione di oroscopi o medium. Il Catechismo attribuisce queste ultime azioni a un "desiderio di potere sul tempo, sulla storia e, in ultima analisi, sugli altri esseri umani, nonché a un desiderio di conciliare poteri nascosti".

### Immagini scolpite

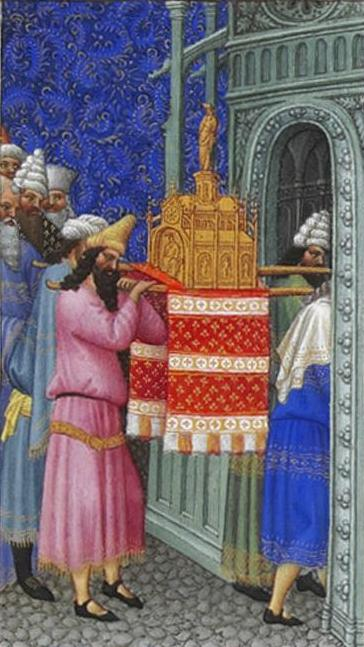
L'Arca dell'Alleanza portata nel Tempio di Gerusaleme.

I cattolici sono talvolta accusati di adorare le immagini in violazione del primo comandamento. Secondo la Chiesa, «l'onore che si tributa alle immagini sacre è una 'venerazione rispettosa', non l'adorazione [che è] dovuta a Dio solo». Nell'VIII secolo sorsero accese discussioni sul fatto che le icone religiose (in questo contesto i dipinti) fossero proibite dal primo comandamento. La disputa era quasi interamente ristretta alla Chiesa orientale; gli iconoclasti desideravano vietare le icone, mentre gli iconoduli ne sostenevano la venerazione, posizione costantemente sostenuta dalla Chiesa d'Occidente. Al Secondo Concilio di Nicea del 787, il concilio ecumenico stabilì che la venerazione delle icone e delle statue non era in violazione del comandamento, affermando che "chi venera un'immagine venera la persona in essa ritratta". Intorno al periodo della controversia sull'iconoclastia, la Chiesa occidentale iniziò a servirsi della scultura monumentale, che nel periodo romanico divenne una caratteristica importante dell'arte cristiana d’Occidente, e che rimase parte della tradizione cattolica, in contrasto con il cristianesimo orientale, il quale evita la grande scultura religiosa. Il ‘’Catechismo’’, usando argomenti molto tradizionali, postula che Dio abbia autorizzato le immagini che simboleggiano la salvezza cristiana lasciando simboli come il serpente di bronzo e i cherubini sull'Arca dell'Alleanza. Esso afferma che «il Figlio di Dio, incarnandosi, ha introdotto una nuova economia delle immagini».
La Conferenza episcopale degli Stati Uniti (USCCB) spiega il Catechismo nel suo libro intitolato ‘’Catechismo degli Stati Uniti per gli adulti’’, pubblicato nel 2006. Riguardo alle immagini scolpite, dichiara che questo comandamento si rivolge all'idolatria che nei tempi antichi si esprimeva nel culto di cose quali "sole, luna, stelle, alberi, tori, aquile e serpenti", così come "imperatori e re", "potere, denaro, materialismo e sport".

## Secondo comandamento
Il secondo comandamento proibisce l'uso del nome di Dio invano. Molte culture antiche credevano che i nomi fossero sacri; alcuni avevano divieti su quando si poteva pronunciare il nome di una persona. Il Vangelo di Giovanni racconta un incidente in cui un gruppo di ebrei tentò di lapidare Gesù dopoché egli ebbe usato un sacro nome di Dio per riferirsi a sé stesso. La sua affermazione fu interpretata come una pretesa di divinità. Poiché non credevano che Gesù fosse Dio, considerarono questa bestemmia, che la legge mosaica puniva con la pena di morte (Giovanni 8:58). Kreeft scrive che tutti i nomi con cui Dio è conosciuto sono santi, e che quindi sono protetti dal secondo comandamento. Il Catechismo afferma: "Il rispetto per il suo nome è espressione del rispetto dovuto al mistero di Dio stesso e a tutta la realtà sacra che evoca". Il Catechismo esige anche il rispetto dei nomi delle persone per rispetto della loro dignità.
Il sentimento sottostante a questo comandamento è ulteriormente codificato nel ‘’Padre Nostro’’, che inizia: "Padre nostro che sei nei cieli, sia santificato il tuo nome". Secondo papa Benedetto XVI, quando Dio ha rivelato il suo nome a Mosè ha stabilito un rapporto con l'uomo; Benedetto afferma che l'Incarnazione è stata il culmine di un processo che "era iniziato con il conferimento del nome divino". Benedetto XVI spiega che ciò significa che il nome divino potrebbe essere usato in modo improprio e che l'inclusione di Gesù nella clausola "sia santificato il tuo nome" è un appello alla santificazione del nome di Dio, un appello a "proteggere il mistero meraviglioso della sua accessibilità per noi, e ad affermare costantemente la sua vera identità in contrasto con la nostra distorsione di essa".
Secondo l'insegnamento cattolico, questo comandamento non preclude l'uso del nome di Dio nel prestare giuramenti solenni amministrati da legittima autorità. Tuttavia, mentire sotto giuramento, invocare il nome di Dio per scopi magici o esprimere parole di odio o di sfida contro Dio sono considerati peccati di blasfemia.

## Terzo comandamento
Citando il rabbino e studioso ebreo Jacob Neusner, papa Benedetto XVI spiega che per Israele osservare questo comandamento era più di un rituale; era un modo per imitare Dio, che si riposò il settimo giorno dopo la creazione.

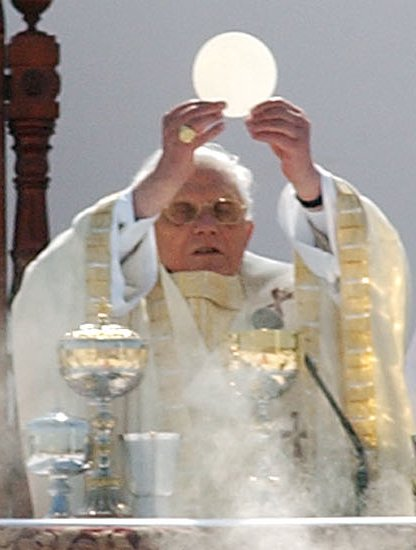
Papa Benedetto XVI celebra l'Eucaristia, sacramento celebrato durante ogni Santa Messa

Ciò inoltre costituiva anche il nucleo dell'ordine sociale.
Sebbene alcune denominazioni cristiane seguano la pratica giudaica di osservare il sabato, la maggior parte di esse – fra cui i cattolici, gli ortodossi orientali e le Chiese d'Oriente – osservano la domenica come giorno speciale per il riposo e il culto. La domenica è chiamata il "giorno del Signore". Questa pratica risale al I secolo, derivante dalla convinzione che Gesù sia risorto dai morti il primo giorno della settimana. La Didachè invita i cristiani a riunirsi nel giorno del Signore per spezzare il pane e rendere grazie. Tertulliano è il primo a menzionare il riposo domenicale: «Noi, però (come la tradizione ci ha insegnato), nel giorno della risurrezione del Signore dobbiamo guardarci non solo dall'inginocchiarci, ma da ogni atteggiamento e ufficio di sollecitudine, differendo anche i nostri affari per non dare posto al Diavolo" ("De orat.", xxiii; cfr. "Ad nation.", I, xiii; "Apolog.", xvi).
Nel VI secolo Cesario di Arles insegnò che l'intera gloria del sabato ebraico era stata trasferita alla domenica e che i cristiani dovevano osservare la domenica nello stesso modo in cui agli ebrei era comandato di osservare il sabato. Il Concilio di Orléans del 538 ribadì questa prassi, di applicare la legge dello Shabbath ebraico all'osservanza della domenica cristiana.
I vertici della Chiesa dei secoli successivi inscrissero il riposo domenicale all’interno degli insegnamenti ufficiali e i governi cristiani tentarono di imporre il riposo domenicale nel corso della storia.
Per i cattolici, l'insegnamento di Gesù che «il sabato è stato fatto per l'uomo, non l'uomo per il sabato» significa che le buone opere «quando i bisogni degli altri lo richiedono» possono far parte del giorno di riposo. Il Catechismo offre indicazioni circa il modo di osservare il giorno del Signore, che includono la partecipazione alla Messa della domenica e nei giorni festivi di precetto. In questi giorni i cattolici non possono lavorare o svolgere attività che «ostacolino il culto dovuto a Dio», tranne «l'esecuzione delle opere di misericordia, e un'adeguata distensione in uno spirito di gioia».
Secondo l'USCCB, questo comandamento “si è concretizzato per i cattolici” come uno dei Cinque precetti generali della Chiesa. L'organizzazione cita l'enciclica papale Dies Domini:
(Encilclica Dies Domini)

## Quarto comandamento
Papa Benedetto XVI afferma che il rabbino Neusner "considera giustamente questo comandamento come l'ancoraggio del cuore dell'ordine sociale". Rafforza i rapporti generazionali, rende esplicito il legame tra ordine familiare e stabilità di quello sociale e rivela che la famiglia è "voluta e protetta da Dio". Poiché l'amore incondizionato dei genitori per i figli rispecchia l'amore di Dio, e poiché questi hanno il dovere di trasmettere la fede ai figli, il Catechismo chiama la famiglia «Chiesa domestica», «comunità privilegiata» e «cellula originaria della vita sociale".
Il Catechismo dice che questo comandamento richiede doveri dei figli verso i genitori che includono:
1. Il rispetto nei confronti dei genitori che comprende anche quello verso i fratelli e le sorelle.
2. Gratitudine, come espressa in una citazione del Siracide: "Ricordati che dai tuoi genitori sei nato; cosa puoi dare loro che sia uguale al loro dono per te?" (Siracide 7:27-28[51][49]
3. L'obbedienza ai genitori per tutto il tempo che il figlio vive in casa «quando è per il bene suo o della famiglia»[49], a meno che l'obbedienza richieda al figlio di fare qualcosa di moralmente sbagliato.
4. Sostegno: ai figli adulti si richiede di offrire sostegno materiale e morale ai genitori anziani, in particolare nei momenti di "malattia, solitudine o angoscia".[49][50]

L'osservanza di questo comandamento, secondo il ‘’Catechismo’’, richiede anche doveri dei genitori nei confronti dei figli. doveri che includono:
1. "Educazione morale, formazione spirituale ed evangelizzazione" dei loro figli.
2. Rispetto dei propri figli in qualità di figli di Dio e di persone umane.
3. Disciplina adeguata per i bambini, facendo attenzione a non provocarli.
4. "Evitare pressioni per scegliere una determinata professione o coniuge", fatto che non preclude ai genitori di dare "consigli giudiziosi".[52]
5. "Dare il buon esempio" ai propri figli.
6. "Riconoscere le proprie mancanze" ai propri figli per guidarli e correggerli.[50][52]

### L'espansione di Gesù
Il Vangelo di Matteo racconta che quando gli fu detto che sua madre e i suoi fratelli stavano aspettando di vederlo, Gesù rispose: "Chi è mia madre e chi sono i miei fratelli?" Stendendo la mano sui suoi discepoli disse: "Ecco mia madre e i miei fratelli! Perché chiunque fa la volontà del Padre mio che è nei cieli è mio fratello, mia sorella e mia madre" (Matteo 12:46-50). Papa Benedetto XVI ha affermato che queste parole di Gesù hanno portato il quarto comandamento a un livello nuovo e superiore: compiendo la volontà di Dio, ogni persona può entrare a far parte della famiglia universale di Gesù. Pertanto, le responsabilità del quarto comandamento si estendono alla società in senso lato e richiedono il rispetto delle "legittime autorità sociali". Il ‘’Catechismo’’ specifica i "doveri dei cittadini e delle nazioni", che Kreeft riassume nel modo seguente:
1. "Obbedienza e onore" a "tutti quelli che per il nostro bene hanno ricevuto autorità sociale da Dio".
2. "Pagamento delle tasse, esercizio del diritto di voto e difesa del proprio Paese".
3. "Un obbligo di vigilanza e di critica", che richiede ai cittadini di criticare ciò che lede la dignità umana e la comunità.
4. "Un dovere di disobbedienza" alle autorità civili e alle direttive contrarie all'ordine morale.
5. “Esercitare la carità”, che è “necessaria per ogni famiglia o società lavoratrice”; è il "più grande comandamento sociale" e richiede che le persone amino Dio e il prossimo.
6. "Accogliere lo straniero" che ha bisogno di sicurezza e mezzi di sussistenza che non si trovano nel Paese di origine.
7. “Un obbligo per le nazioni ricche di aiutare le nazioni povere”, soprattutto in tempi di “bisogno immediato”.
8. “Una speranza per le famiglie di poter aiutare altre famiglie”.[50][55]

## Quinto comandamento
Questo comandamento esige rispetto per la vita umana ed è tradotto più accuratamente come "non uccidere". In effetti, l'uccisione può, in circostanze limitate, essere giustificata all'interno del cattolicesimo. Gesù lo ha ampliato per proibire la rabbia, l'odio e la vendetta ingiusti e per richiedere ai cristiani di amare i loro nemici (Matteo 5:21-22). La base di tutto l'insegnamento cattolico sul quinto comandamento è la santità dell'etica della vita, che Kreeft sostiene essere filosoficamente contraria all'etica della qualità della vita, una filosofia che caratterizza come introdotta da un libro intitolato Die Freigabe der Vernichtung des Lebensunwerten Lebens ("Il permesso di distruggere la vita indegna della vita", cfr. Vita indegna di essere vissuta), che afferma sia stato il "primo a ottenere l'accettazione pubblica... dai medici tedeschi prima della seconda guerra mondiale: la base e l'inizio delle pratiche mediche naziste ".
Questa interpretazione è supportata dalle moderne riviste mediche che discutono il dilemma che queste filosofie opposte pongono ai medici in merito all’assunzione di decisioni di vita o di morte. Alcuni bioeticisti caratterizzano l'uso dell'"analogia nazista" come inappropriato quando applicato alle decisioni sulla qualità della vita; Arthur Caplan ha definito questa retorica "odiosamente sbagliata". La Chiesa è attivamente coinvolta nei dibattiti pubblici sull'aborto, la pena capitale e l'eutanasia e incoraggia i credenti a sostenere la legislazione e i politici ad aderire al movimento pro-vita.

### Aborto
Il Catechismo afferma: «La vita umana è sacra perché fin dal suo inizio implica l'azione creatrice di Dio e rimane per sempre in una relazione speciale con il Creatore, che ne è l'unico fine [...] nessuno può in nessun caso pretendere per sé il diritto di distruggere direttamente un essere umano innocente".  L'uccisione diretta e intenzionale di un essere umano innocente è considerata un peccato mortale. La Chiesa considera di gravità ancora maggiore l'assassinio di membri della famiglia, compreso «l'infanticidio, il fratricidio, il parricidio, l'omicidio di un coniuge e l'aborto procurato».
Il Catechismo afferma che l'embrione "deve essere trattato fin dal concepimento come persona" (tamquam in latino). Che l'esistenza di un individuo umano inizi dal momento della fecondazione è posizione accettata dalla Chiesa cattolica romana, la cui Pontificia Accademia per la Vita ha dichiarato: «Il momento che segna l'inizio dell'esistenza di un nuovo 'essere umano' è costituito dalla penetrazione di sperma nell'ovocita. La fecondazione promuove una serie di eventi collegati e trasforma la cellula uovo in uno 'zigote'"; il rispetto della vita in tutte le sue fasi, anche per la vita potenziale, è generalmente il contesto dei documenti ecclesiastici.
L'aborto è stato condannato in modo specifico e persistente dalla Chiesa sin dal I secolo. La "cooperazione formale" all'aborto incorre nella scomunica "per la stessa commissione del reato" (in latino: scomunica latae sententiae, "sentenza [già, cioè automaticamente] passata"). Il Catechismo sottolinea che questa pena non intende limitare la misericordia, ma chiarisce la gravità del delitto e il danno irreparabile arrecato al bambino, ai suoi genitori e alla società. La "cooperazione formale" all'aborto si estende non solo alla madre che si sottomette liberamente, ma anche al medico, all’infermiere e a chiunque assista direttamente nell'atto. 
La Chiesa provvede ministeri di riconciliazione, come il Progetto Rachele, per coloro che si pentono sinceramente del loro peccato di cooperazione formale nell'aborto.
L'insegnamento ufficiale della Chiesa consente procedure e trattamenti medici tesi a proteggere o ripristinare la salute della madre qualora venisse a trovarsi in pericolo di morte in assenza di essi, anche quando tali procedure comportano un certo rischio di morte per il feto. Esempi di questo tipo includono la rimozione di una tuba di Falloppio in caso di gravidanza extrauterina, la rimozione di un utero canceroso in stato di gravidanza o un'appendicectomia.

### Uso di embrioni per la ricerca o la fecondazione
All’interno della spiegazione del quinto comandamento il Catechismo per Adulti degli Stati Uniti dedica uno spazio alla fecondazione in vitro, alla ricerca sulle cellule staminali e alla clonazione, perché queste pratiche spesso comportano la distruzione di embrioni umani, considerata una forma gravemente peccaminosa di omicidio. La ricerca sulle cellule staminali embrionali è definita "un mezzo immorale per un buon fine" e "moralmente inaccettabile". Citando l'Istruzione della Congregazione per la Dottrina della Fede sul rispetto della vita umana nella sua origine e sulla dignità della procreazione, i Vescovi statunitensi affermano: “Nessun obiettivo, anche se nobile di per sé, come un prevedibile vantaggio per la scienza, per altri esseri umani o per la società, può in alcun modo giustificare la sperimentazione su embrioni o feti umani viventi, vitali o meno, all'interno o all'esterno del corpo della madre". I vescovi osservano che la ricerca sulle cellule staminali adulte, che utilizza cellule ottenute con il consenso informato, è un campo di ricerca promettente e moralmente accettabile.

### Suicidio, eutanasia
Il quinto comandamento vieta il suicidio e l'uccisione per "misericordia" di coloro che stanno morendo, anche per eliminare la sofferenza. La cura ordinaria di coloro che stanno affrontando una morte imminente non può essere moralmente trattenuta, secondo la Chiesa. "Cure ordinarie" si riferisce a cibo, acqua e sollievo dal dolore, mentre l’espressione "cure straordinarie" si riferisce all'uso di respiratori o tubi di alimentazione considerati discrezionali. Lasciare morire un malato terminale, usare antidolorifici che possono accorciargli la vita o rifiutare cure straordinarie al malato terminale come la chemioterapia o la radioterapia sono considerati moralmente accettabili e non una violazione del quinto comandamento, in conformità al principio del duplice effetto.

### Pena capitale
Per i primi duecento anni i cristiani "si sono rifiutati di uccidere nell'esercito, per legittima difesa o nel sistema giudiziario", ma non c'era una posizione ufficiale della Chiesa sulla pena di morte. Quando la Chiesa fu ufficialmente riconosciuta come istituzione pubblica per la prima volta con l'Editto di Milano nel 313, il suo atteggiamento verso la pena capitale divenne di tolleranza, ma non di accettazione assoluta. La pena di morte ebbe il sostegno dei primi teologi cattolici, sebbene alcuni di loro, come sant'Ambrogio, incoraggiassero i membri del clero a non pronunciare o a non eseguire la pena capitale. Sant'Agostino rispose alle obiezioni alla pena capitale radicate nel primo comandamento nella ‘’Città di Dio’’. Tommaso d'Aquino e Duns Scoto sostenevano che le Sacre Scritture fondavano il potere dell'autorità civile di eseguire la pena capitale. Papa Innocenzo III chiese a Pietro Valdo e ai valdesi di accettare che «il potere secolare può, senza peccato mortale, esercitare il giudizio di sangue, purché punisca con giustizia, non per odio, con prudenza, non in modo precipitoso», come prerequisito per la riconciliazione con la Chiesa. Paul Suris afferma che gli insegnamenti ufficiali della Chiesa non hanno né condannato in modo assoluto né promosso la pena capitale, ma la sua tolleranza ha oscillato nel corso dei secoli.
L’Inquisizione fornisce l'esempio più memorabile del sostegno della Chiesa alla pena capitale, sebbene alcuni storici considerino gli inquisitori più indulgenti rispetto ai tribunali secolari dell'epoca. Il 2 agosto 2018 la Chiesa ha adottato l'opinione secondo cui la pena capitale è "inammissibile" in quanto viola la dignità dell'uomo.
Il Catechismo della Chiesa Cattolica proclama che "alla luce del Vangelo" la pena di morte è “un attacco all'inviolabilità e alla dignità della persona”. Papa Francesco ha anche proclamato che l'ergastolo è una forma di tortura e "una forma nascosta di pena di morte".

### Salute personale, salme, sepoltura

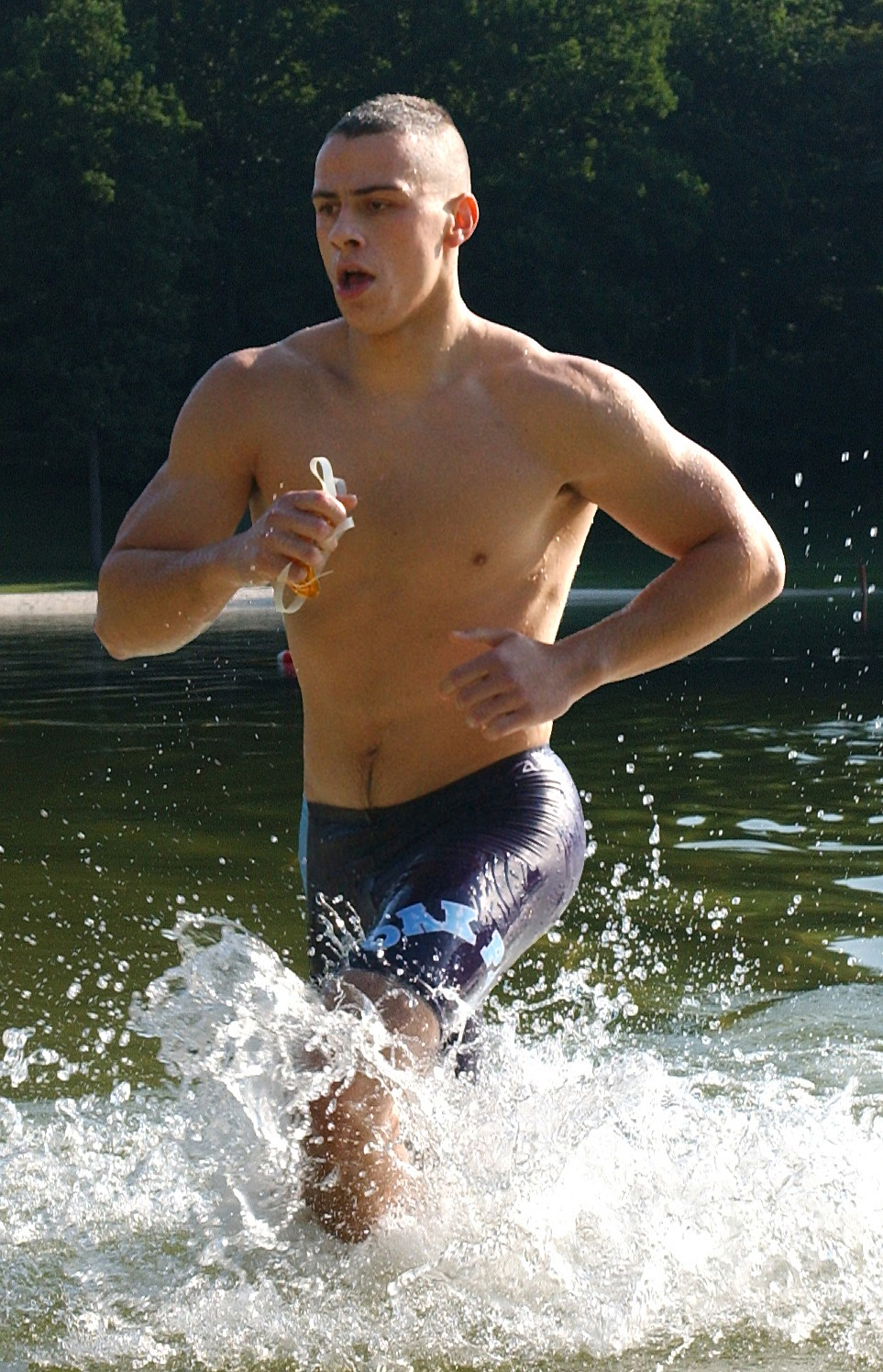
La dottrina cattolica comprende il rispetto del proprio corpo secondo il quinto comandamento, ma mette in guardia dall'“idolatrare” la perfezione fisica.

Secondo l'insegnamento della Chiesa, il rispetto della vita umana richiede il rispetto del proprio corpo, precludendo comportamenti malsani, abuso di cibo, alcol, medicinali, droghe illegali, tatuaggi e piercing. La Chiesa mette anche in guardia contro il comportamento opposto dell'«eccessiva preoccupazione per la salute e il benessere del corpo che 'idolatra' la perfezione fisica, la forma fisica e il successo nello sport».
Sono vietati rapimenti, terrorismo e tortura, sterilizzazioni, amputazioni e mutilazioni se non per ragioni mediche terapeutiche. Secondo il Catechismo, le società hanno l'obbligo morale di adoperarsi per fornire condizioni di vita sane a tutte le persone.
La fede della Chiesa nella risurrezione della carne ha portato a un divieto contro la cremazione che è stato pastoralmente modificato durante il Concilio Vaticano II negli anni '60 in circostanze limitate, ma tali condizioni sono state ampiamente ignorate anche dal clero. Secondo il Catechismo, la sepoltura dei morti è un'opera di misericordia corporale che deve trattare il corpo con rispetto e amore (ad esempio nella Chiesa cattolica sono vietati la dispersione delle spoglie cremate, la sepoltura in una tomba anonima, ecc.). La donazione di organi dopo la morte e i trapianti di organi a determinate condizioni, sono consentite, così come le autopsie per motivi legali e scientifici.

### Guerra e autodifesa
Nel Discorso della Montagna Gesù ricorda il comandamento «Non uccidere» e poi vi aggiunge i divieti contro l'ira, l'odio e la vendetta (Matteo 5:22-39). Andando oltre, Cristo chiede ai suoi discepoli di amare i loro nemici. Il Catechismo afferma che «è legittimo insistere sul rispetto del proprio diritto alla vita». Kreeft afferma: "l'autodifesa è legittima per lo stesso motivo per cui non lo è il suicidio: perché la propria vita è un dono di Dio, un tesoro che siamo responsabili di preservare e difendere". Il Catechismo insegna che "chi difende la sua vita non è colpevole di omicidio anche se è costretto a infliggere un colpo mortale al suo aggressore". La legittima difesa può essere non solo un diritto, ma anche un grave dovere per chi è responsabile della vita degli altri. La difesa del bene comune richiede che un aggressore ingiusto sia reso incapace di arrecare danno. Per questo coloro che legittimamente detengono autorità hanno anche il diritto di utilizzare le armi per respingere gli aggressori contro la comunità civile affidata alla loro responsabilità.
La Chiesa richiede a tutti di pregare e lavorare per prevenire guerre ingiuste, ma consente guerre giuste se vengono soddisfatte determinate condizioni:
1. Le ragioni per andare in guerra devono essere difensive.
2. "Il danno inflitto dall'aggressore... deve essere duraturo, grave e certo."
3. È l'extrema ratio, adottata solo dopo che tutti gli altri mezzi per porre fine al "grave danno" sono stati inefficaci.
4. L'obiettivo finale è la pace e c'è una seria possibilità di successo.
5. Non si producono mali più gravi che oscurano il male da eliminare. Questo vieta l'uso delle armi per eliminare intere città e aree con i loro abitanti.
6. Sono richiesti rispetto e cura per i non combattenti, i soldati feriti e i prigionieri. I soldati sono tenuti a disobbedire all’ordine di commettere genocidi e ai comandi che violano i principi universali.[62][82]

### Scandalo
Il Catechismo classifica lo scandalo sotto il quinto comandamento e lo definisce come "un atteggiamento o comportamento che induce un altro a fare il male". Nel Vangelo di Matteo Gesù afferma: «Chiunque fa peccare uno di questi piccoli che credono in me, sarebbe meglio per lui che gli si mettesse al collo una macina da mulino grande e che fosse annegato nel profondo del il mare» (Matteo 18:6). La Chiesa considera reato grave indebolire la fede, la speranza e l'amore altrui, soprattutto se ciò è fatto nei confronti dei giovani e se l'autore del reato è una persona autorevole come un genitore, un insegnante o un sacerdote.

## Sesto comandamento
Secondo la Chiesa, gli esseri umani sono esseri sessuati la cui identità dovrebbe essere accolta nell'unità del corpo e dell'anima. I sessi maschile e femminile sono intesi per disegno divino come diversi e complementari, ciascuno avente uguale dignità e fatto ad immagine e somiglianza di Dio. Gli atti sessuali sono sacri nel contesto della relazione coniugale che riflette un "dono reciproco completo e permanente di un uomo e di una donna". I peccati sessuali violano così non solo il corpo, ma tutto l'essere della persona. Nel suo libro del 1995 Varcare la soglia della speranza, Giovanni Paolo II ha riflettuto su questo concetto:
(Giovanni Paolo II)
Come l'ebraismo e l'Islam ortodossi, la Chiesa cattolica considera tutti gli atti sessuali al di fuori del matrimonio come peccati gravi. La gravità del peccato «'esclude dalla comunione sacramentale' fino al pentimento e al perdono nella confessione sacramentale».

### Vocazione alla castità
L'insegnamento della Chiesa sul sesto comandamento include una discussione sulla castità. Il Catechismo descrive la castità come una "virtù morale... un dono di Dio, una grazia, un frutto dello sforzo spirituale". La Chiesa vede il sesso come qualcosa di più di un atto fisico; colpisce anche il corpo e l'anima, quindi la Chiesa insegna che la castità è una virtù che tutte le persone sono chiamate ad acquisire. È definita come l'unità interiore dell'"essere corporeo e spirituale" di una persona che integra con successo la sessualità di una persona con la sua "intera natura umana".
Per acquisire questa virtù, i fedeli sono incoraggiati ad entrare nel "lavoro lungo e impegnativo" della padronanza di sé, aiutato dalle amicizie, dalla grazia di Dio, dalla maturità e dall'educazione "che rispetta la dimensione morale e spirituale della vita umana". Il Catechismo classifica le violazioni del sesto comandamento in due categorie: "offese contro la castità" e "offese contro la dignità del matrimonio".

#### Reati contro la castità
Il Catechismo elenca le seguenti "offese contro la castità", in ordine crescente di gravità secondo Kreeft: 
1. Concupiscenza: la Chiesa insegna che il piacere sessuale è buono e creato da Dio, il quale ha inteso per gli sposi "sperimentare il piacere e il godimento del corpo e dello spirito". Kreeft dice: "La lussuria non significa piacere sessuale in quanto tale né il piacere in esso contenuto né il desiderio per esso nel suo giusto contesto".[91] La lussuria è il desiderio del solo piacere sessuale, al di fuori del suo scopo previsto della procreazione e dell'unione dell'uomo e della donna, del corpo e dell'anima, nella reciproca donazione di sé.[90]
2. La masturbazione è considerata peccaminosa per le stesse ragioni della lussuria, ma è un gradino sopra la lussuria in quanto implica un atto fisico anziché mentale.[90]
3. La fornicazione è l'unione sessuale di un uomo non sposato e una donna non sposata. Ciò è considerato contrario alla «dignità delle persone e della sessualità umana» perché non è ordinato al «bene dei coniugi» né alla «generazione ed educazione dei figli».
4. La pornografia è più in alto perché è considerata una perversione dell'atto sessuale destinato alla distribuzione a terzi per la visualizzazione.
5. La prostituzione è considerata peccaminosa sia per la prostituta sia per il cliente; riduce la persona a strumento del piacere sessuale, violando la dignità umana e danneggiando la società. La gravità del peccato è minore per le prostitute che sono costrette all'atto da indigenza, ricatti o pressioni sociali.[90]
6. Lo stupro è un atto intrinsecamente malvagio che può causare gravi danni alla vittima per tutta la vita.
7. L'incesto, o "stupro di bambini da parte dei genitori o di altri parenti adulti" o da parte dei "responsabili dell'educazione dei bambini loro affidati" è considerato il più efferato dei peccati sessuali.[89][90]

#### Omosessualità
Il Catechismo dedica una sezione separata all'omosessualità nella sua spiegazione del sesto comandamento. Come gli atti eterosessuali al di fuori del matrimonio, gli atti omosessuali sono considerati peccati. La Chiesa distingue tra le attrazioni omosessuali, che non sono considerate peccaminose, e gli atti omosessuali, che lo sono. Il Catechismo afferma che essi "violano la legge naturale, non possono generare la vita e non procedono da una genuina complementarità affettiva e sessuale. In nessun caso possono essere approvati". La Chiesa insegna che un'inclinazione omosessuale è "oggettivamente disordinata" e può essere una grande prova per la persona, che la Chiesa insegna che deve essere "accettata con rispetto, compassione e sensibilità...bisognerebbe evitare discriminazioni ingiuste nei suoi confronti".
Gli omosessuali sono, secondo la Chiesa, "chiamati alla castità". Sono istruiti a praticare le virtù dell'"autocontrollo" che insegna la "libertà interiore" avvalendosi del sostegno degli amici, della preghiera e della grazia che si trovano nei sacramenti della Chiesa. Questi strumenti hanno lo scopo di aiutare gli omosessuali ad "avvicinarsi gradualmente e risolutamente alla perfezione cristiana", che è uno stato a cui tutti i cristiani sono chiamati.
Due movimenti laici statunitensi rappresentano filosofie opposte sull'omosessualità: DignityUSA cerca di cambiare gli insegnamenti della Chiesa per giustificare gli atti omosessuali; Courage International è un'organizzazione di omosessuali che "si sostengono a vicenda nel sincero sforzo di vivere nella castità e nella fedeltà a Cristo e alla sua Chiesa".

### Amore fra marito e moglie

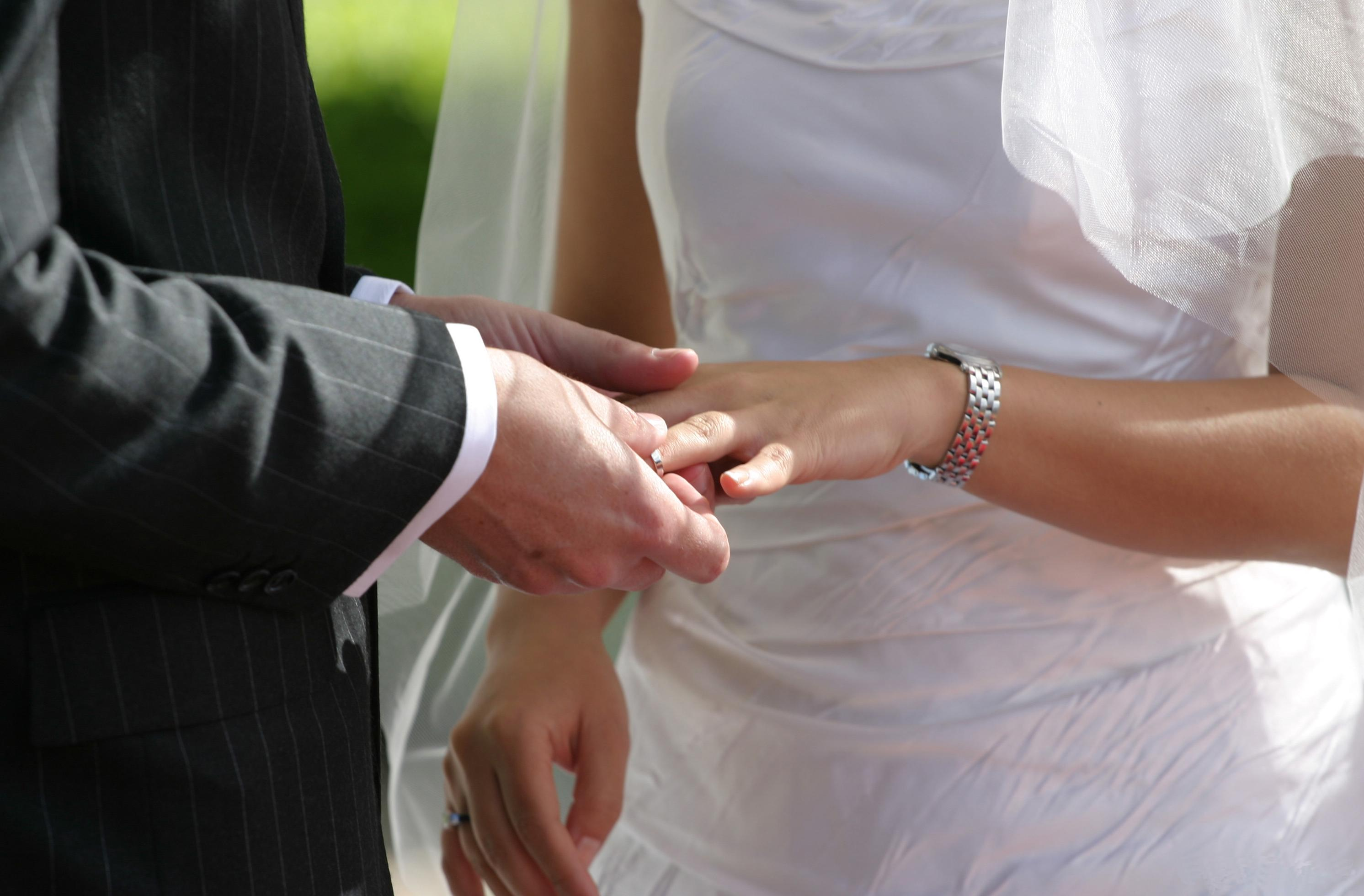
Il sesto comandamento, secondo l'USCCB, "chiama i coniugi" a una fedeltà emotiva e sessuale che si definisce "essenziale" per il matrimonio e che riflette la "fedeltà di Dio verso di noi"

Secondo l'insegnamento della Chiesa, l'amore sponsale è inteso a formare un duplice fine ininterrotto: l'unione dei coniugi e la trasmissione della vita. L'aspetto unitivo comprende il transfert dell'essere di ciascun partner «in modo che non siano più due ma una sola carne». Il sacramento del matrimonio è visto come il suggello di Dio del consenso che unisce i coniugi. L'insegnamento della Chiesa sullo stato civile richiede l'accettazione sponsale dei reciproci fallimenti e colpe e il riconoscimento che la "chiamata alla santità nel matrimonio" richiede un processo di crescita spirituale e di conversione che possa durare per tutta la vita.

#### Fecondità del matrimonio, piacere sessuale, controllo delle nascite
La posizione della Chiesa sull'attività sessuale può essere così riassunta: "L'attività sessuale appartiene solo al matrimonio come espressione di totale donazione e unione, e sempre aperta alla possibilità di una nuova vita". Gli atti sessuali nel matrimonio sono considerati "nobili e onorevoli" e devono essere goduti con "gioia e gratitudine". La sessualità è da riservare al matrimonio: «l'amore coniugale richiede per sua stessa natura la fedeltà inviolabile degli sposi. Questa è la conseguenza del dono di sé che essi fanno gli uni agli altri. L'amore cerca di essere definitivo, non può essere un accordo 'fino a nuovo avviso.' L'unione intima del matrimonio e il bene dei figli, come dono reciproco di due persone, domandano una fedeltà totale da parte degli sposi e richiedono un'unione infrangibile fra di essi (Gaudium et spes)".
Il controllo delle nascite artificiale è anteriore al Cristianesimo; la Chiesa cattolica ha condannato questi metodi nel corso della sua storia. In risposta all'accettazione da parte della Chiesa d'Inghilterra della pratica della contraccezione artificiale nel 1930, papa Pio XI scrisse l'enciclica Casti Connubii il 31 dicembre 1930. L'enciclica pontificia Humanae vitae di papa Paolo VI del 1968 è una riaffermazione della visione tradizionale del matrimonio della Chiesa cattolica e delle relazioni coniugali mediante una rinnovata condanna del controllo artificiale delle nascite.
La Chiesa vede nelle famiglie numerose un segno della benedizione di Dio. "Per sua stessa natura l'istituto del matrimonio e dell'amore coniugale è ordinato alla procreazione e all'educazione della prole ed è in essi che trova il suo coronamento" (Gaudium et spes). I figli sono il dono supremo del matrimonio e contribuiscono molto al bene degli stessi genitori. (...) il vero amore coniugale e tutta la struttura della vita familiare che ne deriva, senza sminuire gli altri fini del matrimonio, sono diretti a disporre gli sposi a cooperare valorosamente con l'amore del Creatore e Salvatore, il quale attraverso di loro aumenterà e arricchirà la sua famiglia di giorno in giorno. [La Chiesa] riconosce che la genitorialità responsabile che a volte richiede un ragionevole distanziamento o limitazione delle nascite e considera moralmente accettabile la pianificazione familiare naturale, ma rifiuta tutti i metodi di contraccezione artificiale. La Chiesa rifiuta ogni forma di fecondazione artificiale, perché le tecniche separano l'atto sessuale dalla creazione di un figlio. Il Catechismo afferma: «Il figlio non è qualcosa che gli è dovuto, ma è un dono [...] il dono supremo del matrimonio».
Roderick Hindery, un insegnante di teologia morale, ha espresso disaccordo sul sostegno della Chiesa alla pianificazione familiare naturale e sostiene che contribuisca alla sovrappopolazione e alla povertà. Celia W. Dugger del New York Times critica il rifiuto della Chiesa dell'uso del preservativo, in particolare per quanto riguarda i paesi in cui l'incidenza dell'AIDS e dell'HIV ha raggiunto proporzioni epidemiche. Brenda Wilson di NPR afferma che i cattolici citano paesi come il Kenya e l'Uganda, dove vengono incoraggiati i cambiamenti comportamentali invece dell'uso del preservativo e dove sono stati compiuti maggiori progressi nel controllo della malattia rispetto ai paesi che promuovono l'uso del solo preservativo.

#### Delitti contro la dignità del matrimonio
Secondo la Chiesa, adulterio e divorzio sono considerati offese alla dignità del matrimonio e sono così definiti:
1. L'adulterio è l'unione sessuale di un uomo e una donna in cui almeno uno è sposato con un terzo. Per questo la Chiesa lo considera un peccato più grande della fornicazione. Kreeft afferma: "L'adultero pecca contro la sua sposa, la sua società e i suoi figli, così come il suo stesso corpo e la sua anima".[104]
2. Divorzio: secondo la traduzione cattolica della New American Bible, Gesù insegnò: "chiunque divorzia da sua moglie (a meno che il matrimonio non sia illegale) la fa commettere adulterio e chiunque sposa una donna divorziata commette adulterio". Spiegando l'interpretazione della Chiesa di questo insegnamento, Kreeft dice che Gesù considerava il divorzio un accomodamento nel quale era ricaduta la legge ebraica.[104] La Chiesa insegna che il matrimonio è stato creato da Dio e doveva essere indissolubile: come la creazione di un figlio che non può essere "non creato", così nemmeno l'"unica carne" che scaturisce dal vincolo matrimoniale.[104] Il Catechismo afferma: "Il divorzio è un grave reato contro la legge naturale. Afferma di rompere il contratto, a cui i coniugi hanno liberamente acconsentito, di vivere tra loro fino alla morte".[89] Tramite il matrimonio con un altro, il divorziato accresce la gravità del reato in quanto il coniuge risposato è considerato in stato di "adulterio pubblico e permanente".[104]

Il Compendio del Catechismoelenca altri reati contro la dignità del matrimonio: "poligamia, incesto, libere unioni (convivenza, concubinato) e atti sessuali prima o fuori del matrimonio".

#### Separazioni, divorzi civili, annullamenti
Secondo la Chiesa, ci sono situazioni che non equivalgono al divorzio:
1. In situazioni estreme, come la violenza domestica, è consentita la separazione. Questo non è considerato un divorzio e può essere giustificato.
2. Il divorzio civile non è un divorzio secondo la Chiesa. Se è ritenuto essere l'unico modo per garantire i diritti legali, la cura dei figli o la protezione dell'eredità, la Chiesa lo considera moralmente accettabile.[104][106]

1. L'annullamento non è un divorzio; è una sentenza della Chiesa che attesta che il matrimonio non è mai stato valido. Il matrimonio è considerato nullo se manca di uno dei cinque elementi integranti: deve essere "completo", "per tutta la vita", "mutuo", un "dono gratuito" e di "uomo e donna".[104] Secondo il Discorso di papa Giovanni Paolo II alla Rota Romana del 22 gennaio 1996, i coniugi non hanno diritto all'annullamento, ma hanno diritto di far valere la loro causa di nullità o di validità dinanzi «alla competente autorità ecclesiastica e a chiedere una decisione in merito".[107] Secondo la diocesi di Arlington:

(F.A.Q., Diocesi di Arlington)

## Settimo comandamento

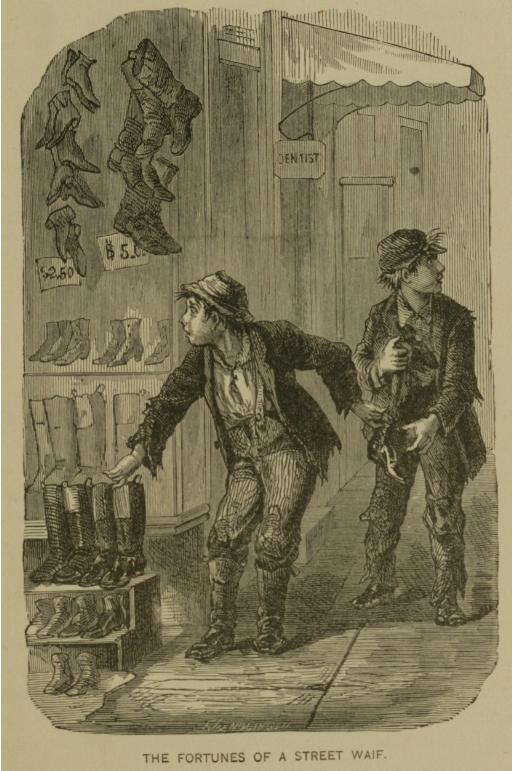
Prendere la proprietà di un altro "per necessità ovvia e urgente" come unico modo per provvedere a "bisogni essenziali immediati" non è considerato un peccato contro il settimo comandamento..

Il Catechismo spiega che questo comandamento regola i beni terreni, e vieta di prendere, usare o danneggiare ingiustamente quelli che appartengono a qualcun altro. Impone a chi possiede beni terreni l'obbligo di usarli responsabilmente, tenendo conto del bene della società. Il Catechismo affronta il concetto di amministrazione umana della creazione di Dio nella sua spiegazione del settimo comandamento e vieta l'abuso degli animali e dell'ambiente.

### Proprietà privata
Secondo la Chiesa, le persone hanno diritto alla proprietà privata. Tuttavia, la proprietà rende quella persona "un amministratore" che dovrebbe rendere tale bene "fruttuoso" o redditizio in un modo tale da avvantaggiare gli altri dopoché il proprietario si è prima preso cura della propria famiglia. La proprietà privata e il bene comune sono visti come elementi complementari che esistono allo scopo di rafforzare la società. La sottrazione di beni privati altrui «per ovvia e urgente necessità» come «unico mezzo per provvedere ai bisogni immediati ed essenziali (cibo, alloggio, vestiario)» non è considerata dalla Chiesa un furto. La schiavitù è condannata dalla Chiesa, che la classifica come furto dei diritti umani di una persona.

### Furto
Secondo il Catechismo, il furto significa "usurpare la proprietà di un altro contro la ragionevole volontà del proprietario" sebbene esista l'eccezione per qualcuno che ha un grande bisogno di sopravvivere. "Prelievo e custodia ingiusta di beni altrui" sono considerati furto, anche se il fatto esula dall'ambito del diritto civile. Il cardinale Christoph Schönborn citò l'esempio dal racconto di sant'Agostino, scritto nelle sue Confessioni, che quando era giovane prese le pere dal giardino del vicino. Schönborn afferma che Agostino aveva ancora "rimorsi di coscienza per un furto infantile" anche quando era diventato adulto, segno che la coscienza umana è veramente terrorizzata del furto anche quando esso non costituisce un'ingiuria alla legge civile.
Sono considerati come violazione del settimo comandamento anche i seguenti atti: manipolazione dei prezzi per avvantaggiarsi a danno di altri, corruzione, appropriazione di beni pubblici per interessi personali, lavoro mal svolto, elusione fiscale, contraffazione di assegni o di qualsiasi mezzo di pagamento, qualsiasi forma di violazione del copyright e di pirateria.

### Giustizia sociale
L'enciclica pontificia Rerum novarum discute i rapporti e i doveri reciproci tra lavoro e capitale, nonché governo e cittadini. Di primaria importanza era la necessità di qualche miglioramento per "la miseria che preme in modo così ingiusto sulla maggioranza della classe operaia". L'enciclica sosteneva il diritto di formare sindacati, rifiutava il socialismo, il comunismo e il capitalismo illimitato e affermava il diritto alla proprietà privata. 
L'interpretazione della Chiesa del settimo comandamento insegna che gli imprenditori dovrebbero bilanciare il desiderio di profitto per assicurare il futuro dell'impresa con una responsabilità verso il "bene delle persone". Gli imprenditori sono tenuti a pagare ai propri dipendenti un salario ragionevole e dignitoso, onorare i contratti e astenersi da attività disoneste, compresa la corruzione di funzionari governativi. I lavoratori sono tenuti a svolgere il proprio lavoro in modo coscienzioso, in quanto sono stati assunti per farlo, e ad evitare la disonestà sul posto di lavoro, come l'utilizzo di beni d'ufficio per uso personale senza autorizzazione (appropriazione indebita).
La Chiesa insegna che dovrebbe esistere un equilibrio tra la regolamentazione del governo e le leggi del mercato. Ritiene che il solo affidamento al mercato (puro capitalismo) non risponda sufficientemente a molti bisogni umani, mentre il solo affidamento alla regolamentazione governativa (puro socialismo) "perverte le basi dei legami sociali". La Chiesa mette in guardia dal pericolo del capitalismo o del socialismo, poiché questi sistemi tendono a ricorrere a eccessi che sfociano in ingiustizie nei confronti delle persone.
Le nazioni più ricche, come gli individui più ricchi, hanno l'obbligo morale di aiutare le nazioni e gli individui più poveri e di adoperarsi per riformare le istituzioni finanziarie e i fattori economici a beneficio di tutti.

## Ottavo comandamento
Il Catechismo spiega che testimoniare il falso o "dire una menzogna con l'intenzione di ingannare" comprende tutte le violazioni della verità. Queste violazioni hanno gradi di gravità dipendenti dalle «intenzioni di colui che mente e dai danni subiti dalle sue vittime». Elencati come segue, questi sono:
1. Falsa testimonianza: dichiarazioni rese pubblicamente in tribunale che ostacolano la giustizia condannando gli innocenti o esonerando i colpevoli, o che possono aumentare la punizione dell'imputato.
2. Giudizio avventato: credere, senza prove sufficienti, che una persona abbia commesso colpe morali.
3. Delazione: la rivelazione delle colpe altrui senza un valido motivo.
4. Calunnia: mentire per danneggiare la reputazione di una persona e fornire agli altri l'opportunità di esprimere giudizi falsi su di essa.
5. Adulazione: "discorso per ingannare gli altri a nostro vantaggio".
6. Vanità personale: discorso che o onora solo sé stessi o disonora gli altri.[118][120]

La Chiesa richiede a coloro che hanno danneggiato la reputazione di un altro di "riparare la menzogna che hanno comunicato". Tuttavia, non richiede che una persona riveli una verità a qualcuno che non ha il diritto di sapere, e insegna il rispetto del diritto alla privacy. Ai sacerdoti è vietato violare il sigillo della confessione, per quanto grave sia il peccato o il suo impatto sulla società.
Incluso negli insegnamenti della Chiesa di questo comandamento è l'obbligo per i cristiani di testimoniare la loro fede "senza equivoci" nelle situazioni che lo richiedono. L'uso dei media moderni per diffondere menzogne, da parte di individui, imprese o governi, è condannato.

## Nono comandamento
Il nono e il decimo comandamento trattano della concupiscenza, che è una disposizione interiore, non un atto fisico. Il Catechismo distingue tra la concupiscenza della carne (desiderio sessuale improprio) e la concupiscenza per i beni terreni dell'altro. Il nono comandamento riguarda il primo e il decimo il secondo.
Gesù ha sottolineato la necessità di pensieri puri oltre che di azioni e ha affermato: "Chiunque guarda una donna con concupiscenza, ha già commesso adulterio con lei nel suo cuore" (Matteo 5,28). Il Catechismo afferma che, con l'aiuto della grazia di Dio, gli uomini e le donne sono chiamati a vincere le concupiscenze ei desideri corporali «per i rapporti peccaminosi con il coniuge di un'altra persona». In Teologia del corpo, ciclo di conferenze tenute da papa Giovanni Paolo II, si interpreta l'affermazione di Gesù in Matteo 5,28 che si può commettere adulterio nel cuore non solo con il coniuge di un altro, ma anche con il proprio coniuge se lo si guarda con lussuria o lo si tratta "solo come un oggetto per soddisfare l'istinto".
La purezza di cuore è suggerita come la qualità necessaria per adempiere a questo compito; preghiere comuni e inni cattolici includono una richiesta di questa virtù. La Chiesa individua i doni di Dio che aiutano una persona a mantenere la purezza:
1. Castità, che permette alle persone di amare gli altri con cuore retto e indiviso.
2. Purezza d'intenzione, che cerca di compiere in tutto la volontà di Dio, sapendo che solo essa porterà al vero fine dell'uomo.
3. Purezza di visione, "esterna e interna", disciplinare i pensieri e l'immaginazione per respingere quelli che sono impuri.
4. Preghiera che riconosce la potenza di Dio per concedere a una persona la capacità di superare i desideri sessuali.
5. La modestia: dei sentimenti così come del corpo, è discreta nella scelta delle parole e dell'abbigliamento.[122][128][129]

Gesù affermò: "Beati i puri di cuore, perché vedranno Dio" (Matteo 5:8). Questa purezza del cuore, che introduce il nono comandamento, è la «precondizione della visione di Dio» e permette alla persona di vedere le situazioni e le persone come Dio le vede. Il Catechismo insegna che «c'è una connessione tra la purezza del cuore, del corpo e della fede».

## Decimo comandamento
Il distacco dalle ricchezze è la meta del decimo comandamento e della prima beatitudine ("beati i poveri in spirito") perché, secondo il Catechismo, questo precetto è necessario per l'ingresso nel Regno dei cieli. La concupiscenza è vietata dal decimo comandamento perché è considerata il primo passo verso il compimento di furti, rapine e frodi; questi portano alla violenza e all'ingiustizia. La Chiesa definisce l'avarizia come un «desiderio disordinato» che può assumere diverse forme:
1. L'avidità è l'eccesso di desiderio relativo a ciò di cui non si ha bisogno.

1. L'invidia è il desiderio di ciò che appartiene a un altro.[133] I vescovi statunitensi lo definiscono come "un atteggiamento che ci riempie di tristezza alla vista della prosperità di un altro".[135]

Spiegando l'insegnamento della Chiesa su questo comandamento, Kreeft cita san Tommaso d'Aquino, che scrisse: "Un desiderio malvagio può essere vinto solo da un desiderio buono più forte". I Vescovi statunitensi suggeriscono che ciò può essere ottenuto coltivando la buona volontà, l'umiltà e la gratitudine per le benedizioni proprie e altrui, confidando nella grazia di Dio. Kreeft spiega che l'apostolo Paolo illustrò il concetto nella sua Lettera ai Filippesi, quando elencò le sue credenziali mondane di rispettato ebreo e affermò: "Conto tutto come una perdita a causa del valore insuperabile di conoscere Cristo Gesù, mio Signore" (Filippesi 3,4-9). Gesù affermò: "Che giova all'uomo se guadagna il mondo intero e perde la propria anima?" (Marco 8,36). L'insegnamento della Chiesa sul decimo comandamento è orientato verso questo stesso atteggiamento nei confronti dei beni terreni, chiamato "povertà di spirito".